# Beichlingen
Beichlingen är en ortsteil i staden Kölleda i Landkreis Sömmerda i förbundslandet Thüringen i Tyskland. Beichlingen var en kommun fram till den 1 januari 2019 när den uppgick i Kölleda. Beichlingen hade 498 invånare 2018.